# Henri-Victor Regnault
Henri-Victor Regnault (Aquisgrana, 21 luglio 1810 – Parigi, 19 gennaio 1878) è stato un chimico e fisico francese.

## Biografia
Era figlio di André Privat Regnault, capitano del corpo degli ingegneri geografi militari della Grande Armée, scomparso nel 1812, durante la campagna di Russia, e di Marie Thèrése Massardo.
Di famiglia modesta, dovette fare grandi sacrifici per poter proseguire gli studi. La sua capacità e intelligenza lo portò ancora giovane, nel 1840, alla nomina a professore di chimica all'École polytechnique ed in seguito alla cattedra di fisica del Collège de France.
Regnault si dedicò pure all'attività pratica e fu ingegnere capo delle miniere dal 1847 e direttore della fabbrica di porcellane di Sèvres dal 1854.

## Studi e ricerche
Le sue ricerche di calorimetria lo portarono ad ideare il calorimetro delle mescolanze o calorimetro di Regnault ancora in uso fino a pochi decenni fa; esso si fonda sulla determinazione della quantità di calore ceduta da un corpo di massa nota portato ad una data temperatura ad una quantità nota di acqua, isolata termicamente nel calorimetro, attraverso la misura dell'innalzamento della temperatura dell'acqua; essendo quindi nota la massa del corpo, risulta semplice calcolarne il calore specifico.
Regnault ideò pure l'igrometro a condensazione per la misura dell'umidità dell'aria. Eseguì studi sulla propagazione del suono in tubi di diametro diverso ed in alcuni casi utilizzò a tale scopo le condutture per la distribuzione del gas illuminante dell'epoca.
Sperimentatore di grande abilità, compì anche molte ricerche sulla densità dei gas.

## Curiosità
Un cratere lunare di 46 km di diametro sul lembo nord-occidentale, nei pressi del Sinus Roris porta il suo nome.

## Premi
- Medaglia Matteucci dell'Accademia nazionale delle scienze nel 1875.

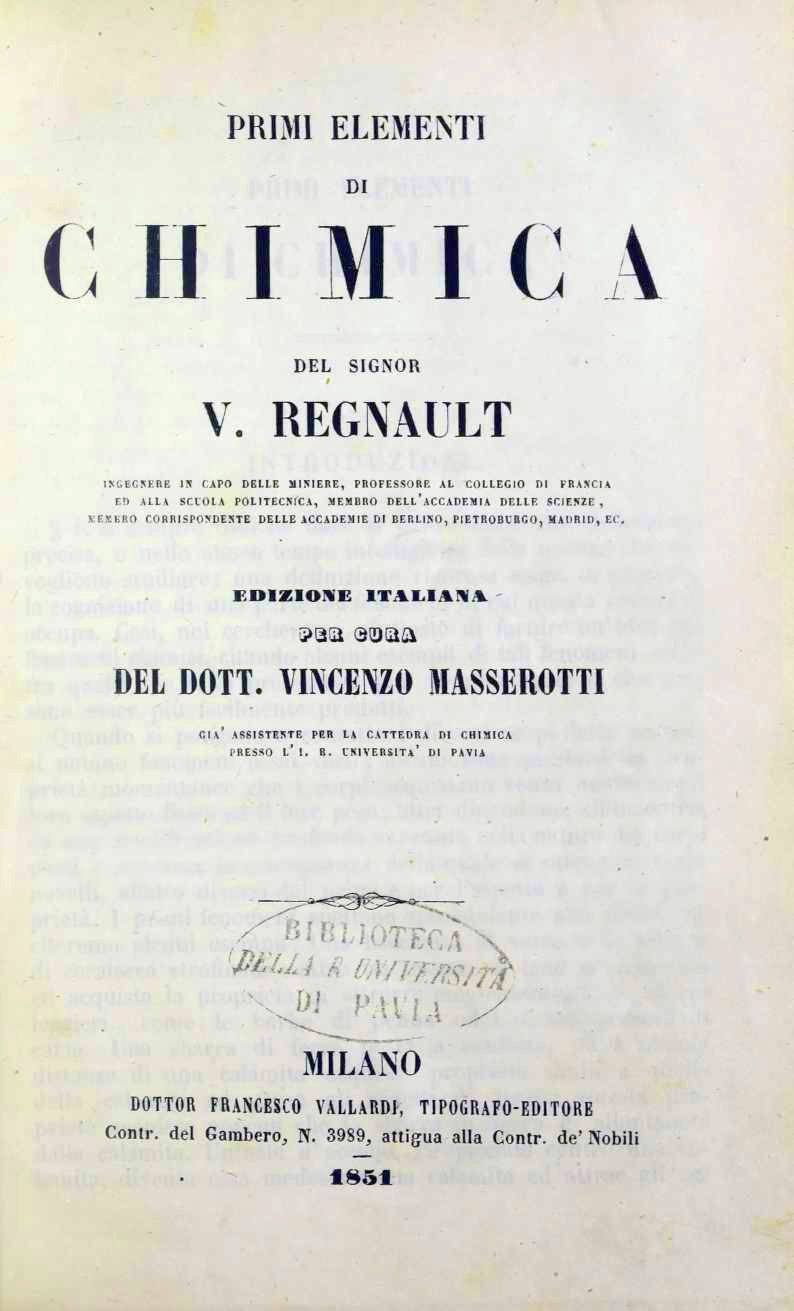
Primi elementi di chimica, 1851

## Opere
- Cours élémentaire de chimie, Milano, Vallardi, 1851.